# Paul Gascoigne
Paul John Gascoigne "Gazza" (Dunston, 1967. május 27. –) angol labdarúgó, labdarúgóedző, generációjának egyik legtehetségesebb játékosának is tartották. Játszott többek közt a Newcastle United, a Tottenham Hotspur, a Lazio, és a Rangers csapataiban, valamint 57 mérkőzésen az angol válogatottban.

## Pályafutása

### A kezdetek
Gascoigne Dunstonban, Gatesheadben született John és Carol Gascoigne második gyermekeként. A család Paul gyermekkorában sokat költözött. Tízéves korában édesapja az NSZK-ba költözött állást keresni, Paul pedig személyes tragédiát élt át, mikor szemtanúja volt Steven Spraggon, egy barátja fiatalabb testvére halálának, akit egy autó gázolt el. Újabb tragédia érte, miután édesapja agyvérzés következtében nyolc hónapra kórházba került.
Gascoigne négyévesen kezdett futballozni az utcán és a közeli parkokban. Nyolcéves korában iskolája csapatában, majd később a helyi Redheugh Boys' Clubban játszott. A Gateshead Boys csapatában játszva felkeltette iskolai tehetségek után kutatók figyelmét, így lehetőséget kapott, hogy kipróbálja tudását az Ipswich Townnál, azonban nem keltett különösebben jó benyomást a klubnál. További sikertelen próbálkozások után a Middlesbrough-nál és a Southamptonnál focizott, a Newcastle United 1980-ban, még iskolásként leigazolta. Állítólag az iskolában, földrajz órán egyszer lebukott, miközben az aláírását próbálgatta, "híres labdarúgó leszek"-magyarázta, amitől tanára, Mr Hepworth nem hatódott meg, s azt mondta, hogy "egymillió emberből csak egy lesz profi labdarúgó". 1983-ban a newcastle-i akadémiájára került, Colin Suggett alatt játszott az ificsapatban. Itt kapta a Gazza becenevet.

### Newcastle United
Gascoigne volt az 1984–85-ös szezonban a Newcastle ificsapatának csapatkapitánya, mikor ifi-FA-kupát nyertek. A döntő második mérkőzésén a Watford ellen két gólt szerzett. Jack Charlton edző egy Tyne-Wear derbin a Sunderland ellen cserejátékosnak választotta, de a mérkőzésen nem játszott. A felnőtt csapatban hazai pályán a Queens Park Rangers ellen mutatkozott be 1985. április 13-án, csereként. Nem sokkal ezután aláírta első profi szerződését. Először az új menedzsernél, Willie McFaulnál, az 1985–86-os szezon nyitómérkőzésén volt kezdő. Első gólját hazai pályán szerezte az Oxford United ellen, majd ezt 8 másik követte az 1985–86-os szezonban. A Newcastle 11. lett a bajnokságban, Paul pedig szerepelt a Rothmans Football Yearbook címlapján.
Gascoigne 1988-ban a Tottenham Hotspurhöz igazolt 2,3 millió fontért, ami brit rekordnak számított.

## Sikerei, díjai
Csapattal, válogatottal
- 1990-es világbajnokság negyedik helyezett
- FA Kupa, 1991
- Skót bajnok, 1996, 1997
- Skót Kupa-győztes, 1996
- Skót Ligakupa-győztes, 1997

Egyénileg
- PFA Év Fiatal Játékosa, 1988
- BBC Év Sportszemélyisége, 1990
- Év skót játékosa (játékosok szerint), 1996
- Év skót játékosa (szakírók szerint), 1996

## Statisztika
| Csapat            | Szezon   | Bajnokság | Bajnokság | FA Kupa | FA Kupa | Ligakupa | Ligakupa | UEFA  | UEFA | Egyéb | Egyéb | Összesen | Összesen |
| Csapat            | Szezon   | Meccs     | Gól       | Meccs   | Gól     | Meccs    | Gól      | Meccs | Gól  | Meccs | Gól   | Meccs    | Gól      |
| ----------------- | -------- | --------- | --------- | ------- | ------- | -------- | -------- | ----- | ---- | ----- | ----- | -------- | -------- |
| Newcastle United  | 1984–85  | 2         | 0         | 0       | 0       | 0        | 0        | 0     | 0    | 0     | 0     | 2        | 0        |
| Newcastle United  | 1985–86  | 31        | 9         | 1       | 0       | 3        | 0        | 0     | 0    | 0     | 0     | 35       | 9        |
| Newcastle United  | 1986–87  | 24        | 5         | 0       | 0       | 2        | 0        | 0     | 0    | 1     | 0     | 27       | 5        |
| Newcastle United  | 1987–88  | 35        | 7         | 3       | 3       | 3        | 1        | 0     | 0    | 2     | 0     | 43       | 11       |
| Tottenham Hotspur | 1988–89  | 32        | 6         | 0       | 0       | 5        | 1        | 0     | 0    | 0     | 0     | 37       | 7        |
| Tottenham Hotspur | 1989–90  | 34        | 6         | 0       | 0       | 4        | 1        | 0     | 0    | 0     | 0     | 38       | 7        |
| Tottenham Hotspur | 1990–91  | 26        | 7         | 6       | 6       | 5        | 6        | 0     | 0    | 0     | 0     | 37       | 19       |
| Tottenham Hotspur | 1991–92  | 0         | 0         | 0       | 0       | 0        | 0        | 0     | 0    | 0     | 0     | 0        | 0        |
| Lazio             | 1992–93  | 22        | 4         | 4       | 0       | 0        | 0        | 0     | 0    | 0     | 0     | 26       | 4        |
| Lazio             | 1993–94  | 17        | 2         | 0       | 0       | 0        | 0        | 0     | 0    | 0     | 0     | 17       | 2        |
| Lazio             | 1994–95  | 4         | 0         | 0       | 0       | 0        | 0        | 0     | 0    | 0     | 0     | 4        | 0        |
| Rangers           | 1995–96  | 28        | 14        | 4       | 3       | 3        | 1        | 7     | 1    | 0     | 0     | 42       | 19       |
| Rangers           | 1996–97  | 26        | 13        | 1       | 0       | 4        | 3        | 3     | 1    | 0     | 0     | 34       | 17       |
| Rangers           | 1997–98  | 20        | 3         | 3       | 0       | 0        | 0        | 5     | 0    | 0     | 0     | 28       | 3        |
| Middlesbrough     | 1997–98  | 7         | 0         | 0       | 0       | 1        | 0        | 0     | 0    | 0     | 0     | 8        | 0        |
| Middlesbrough     | 1998–99  | 26        | 3         | 1       | 0       | 2        | 0        | 0     | 0    | 0     | 0     | 29       | 3        |
| Middlesbrough     | 1999–00  | 8         | 1         | 1       | 0       | 2        | 0        | 0     | 0    | 0     | 0     | 11       | 1        |
| Everton           | 2000–01  | 14        | 0         | 0       | 0       | 1        | 0        | 0     | 0    | 0     | 0     | 15       | 0        |
| Everton           | 2001–02  | 18        | 1         | 4       | 0       | 1        | 0        | 0     | 0    | 0     | 0     | 23       | 1        |
| Burnley           | 2001–02  | 6         | 0         | 0       | 0       | 0        | 0        | 0     | 0    | 0     | 0     | 6        | 0        |
| Gansu Tianma      | 2002–03  | 4         | 2         | 0       | 0       | 0        | 0        | 0     | 0    | 0     | 0     | 4        | 2        |
| Boston United     | 2004–05  | 4         | 0         | 0       | 0       | 1        | 0        | 0     | 0    | 0     | 0     | 5        | 0        |
| Boston United     | Összesen | 388       | 83        | 28      | 12      | 37       | 13       | 15    | 2    | 3     | 0     | 471      | 110      |

## Külső hivatkozások
- Paul Gascoigne pályafutásának statisztikái a Soccerbase oldalon (angolul)

- Hivatalos weboldal
- Életrajz, képek és statisztika - sporting-heroes.net
- English Football Hall of Fame Profil
- Paul Gascoigne (oroszul)